# Paråkning
Paråkning är en konståkningsgren där man åker två och två. Paråkning har ingått i Olympiska vinterspelen sedan 1908.
I paråkning finns det olika så kallade element. Dessa element är:
- Lyft – Lyftelementet innebär att mannen lyfter upp kvinnan över sitt huvud. Dessa kategoriseras genom vilket grepp man använder och vilken position man har vid lyftet.
- Kast – Ett kast är när mannen assisterar kvinnans hopp, och hon landar själv.
- Tvist –
- Dödsspiral –
- Parpiruett – När åkarna håller i varandra under en piruett. Kan bestå av olika variationer i piruettställningar.
- Sida vid sida – Kan bestå av flera olika element, där båda åkarna utför samma element samtidigt.

I ett lång- eller friåkningsprogram ska även alla elementen finnas med men där får/måste man ha flera av vissa element.